# Neoxabea lepta
Neoxabea lepta är en insektsart som beskrevs av Walker, T.J. 1967. Neoxabea lepta ingår i släktet Neoxabea och familjen syrsor. Inga underarter finns listade i Catalogue of Life.